# بخش تاپلجونگ
بخش تاپلجونگ (به لاتین: Taplejung District) یک بخشدر نپال است که در استان شماره ۱ واقع شده‌است. بخش تاپلجونگ ۳٬۶۴۶ کیلومتر مربع مساحت و ۱۲۷٬۴۶۱ نفر جمعیت دارد.